# Alien Garden
Alien Garden est un non-jeu pour la famille Atari 8 bits de Bernie DeKoven et programmé par le pionnier de la réalité virtuelle Jaron Lanier. Publié par Epyx en 1982, il est conçu en mettant l'accent sur le besoin d'expérimentation. 
Il est décrit par ses créateurs comme un art game et se classe ainsi parmi les premiers jeux vidéo de ce genre,,.

## Système de jeu
Le système de jeu consiste en un monde à défilement latéral couvert de 24 sortes différentes de fleurs cristallines ressemblant à de la sélénite. Le joueur contrôle un animal embryonnaire alors qu'il grandit, survit et se reproduit sur 20 générations. La difficulté est introduite par le manque d'instructions dans le jeu. En tant que tel, le joueur doit utiliser des techniques d'essais et d'erreurs pour déterminer quelles fleurs sont comestibles, quelles fleurs rétrécissent ou poussent lorsqu'elles sont piquées et quelles fleurs sont mortelles ou explosives au toucher. 
Le joueur peut utiliser la queue, le dard ou les ailes de l'organisme pour les cogner ou entrer en contact avec eux. Pour maintenir le défi, le comportement des fleurs change à chaque fois que le jeu est relancé. Pour augmenter le défi, le score est répété tout le long des côtés gauche et droit de l'écran de défilement. Au fur et à mesure que le score augmente, l'avatar animal est obligé de voyager de plus en plus près des fleurs de cristal parfois mortelles.

## Accueil
Electronic Fun with Computers and Games fait l'éloge du jeu pour ses visuels "graphiquement époustouflants" ainsi que pour l'expérimentation et la stratégie requises. Computer Gaming World, cependant, critique sévèrement les graphismes et estime que le manque de couleur est "particulièrement décevant".